# Ігри XXX Олімпіади (срібна монета)
«І́гри ХХХ Олімпіа́ди» — срібна пам'ятна монета номіналом 10 гривень, випущена Національним банком України. Присвячена важливій події у світовому спортивному житті — Іграм ХХХ Олімпіади, що відбувалися 2012 року в місті Лондоні.
Монету введено до обігу 12 липня 2012 року. Вона належить до серії «Спорт».

## Опис та характеристики монети
| Номінал грн. | Метал           | Маса, грам   | Діаметр, мм. | Якість виготовлення | Гурт                           | Тираж, штук |
| ------------ | --------------- | ------------ | ------------ | ------------------- | ------------------------------ | ----------- |
| 10           | срібло (Ag 925) | 31,1 / 33,62 | 38,6         | пруф                | гладкий із заглибленим написом | 5 000       |

### Аверс
На аверсі монети розміщено: угорі малий Державний Герб України та напис півколом — «НАЦІОНАЛЬНИЙ БАНК УКРАЇНИ», панораму міста, на тлі якої ліворуч стилізований олімпійський факел, праворуч напис — «ЛОНДОН», унизу написи — «10»/«ГРИВЕНЬ»/«2012».

### Реверс
На реверсі монети зображено: півколом силуети представників різних видів спорту, над якими золотий статер Філіппа ІІ, який брав участь в олімпійських іграх, та написи — «ІГРИ ХХХ ОЛІМПІАДИ» (угорі півколом), «ХХХ» (унизу), ліворуч і праворуч від якого — лаврове листя. Елемент оздоблення — локальна позолота, вміст золота в чистоті не менше ніж 0,000360 г.

## Автори
- Художники:
  - аверс — Атаманчук Володимир

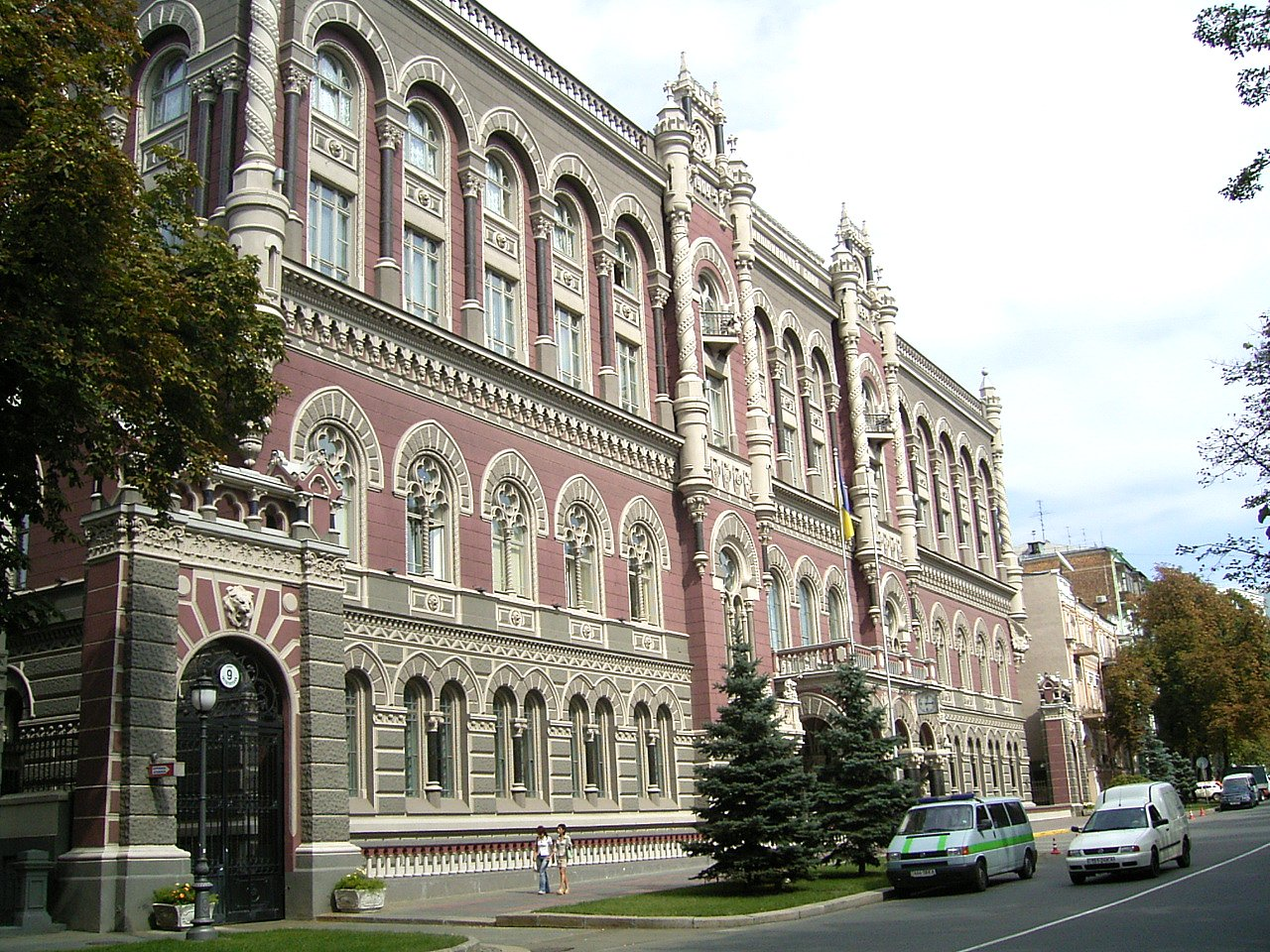
Будівля Національного банку України

  - реверс: Володимир Таран, Олександр Харук, Сергій Харук.
- Скульптори: Володимир Дем'яненко, Анатолій Дем'яненко.

## Вартість монети
Ціна монети — 1082 гривні, була вказана на сайті Національного банку України у 2016 році.
Фактична приблизна вартість монети, з роками змінювалася так:
| Рік        | 2013 | 2014 | 2015 | 2016 | 2017 | 2018 | 2019 | 2020 | 2021  | 2022  | 2023  | 2024  | 2025  |
| ---------- | ---- | ---- | ---- | ---- | ---- | ---- | ---- | ---- | ----- | ----- | ----- | ----- | ----- |
| Ціна, грн. | 650  | 530  | 550  | 700  | 820  | 700  | 720  | 770  | 1 150 | 1 350 | 2 000 | 3 600 | 3 200 |